# Lijst van weg- en veldkapellen in Cranendonck
Dit is een onvolledige lijst van veldkapellen in de gemeente Cranendonck. Kapelletjes komen vooral in het zuiden van Nederland voor en werden dikwijls gebouwd ter verering van een heilige.
| Kapel               | Adres                       | Plaats    | Bouwperiode      | Architect | Foto |
| ------------------- | --------------------------- | --------- | ---------------- | --------- | ---- |
| Herdenkingskapel    | Burgemeester van Udenstraat | Budel     | 1950             |           |      |
| Mariakapel          | Maarheezerweg               | Budel     | 1950             |           |      |
| Gedachteniskapel    | Willem de Zwijgerstaat      | Budel     | 1961             |           |      |
| Sint-Corneliuskapel | Sint-Cornelusplein          | Gastel    | 15e eeuw en 1850 |           |      |
| Mariakapel          | Koenraadtweg                | Maarheeze | 1945             |           |      |